# Катастрофа Boeing 747 под Тайбэем
Катастрофа Boeing 747 под Тайбэем — авиационная катастрофа, произошедшая в воскресенье 29 декабря 1991 года. Грузовой самолёт Boeing 747-2R7F авиакомпании China Airlines Cargo выполнял плановый рейс CI358 (позывной — Dynasty 358) по маршруту Тайбэй—Анкоридж, но через 4 минуты после взлёта лишился обоих правых двигателей (№ 3 и № 4) и, потеряв управление, врезался в холм. Погибли все находившиеся на его борту 5 членов экипажа.

## Самолёт
Boeing 747-2R7F (регистрационный номер B-198, заводской 22390, серийный 482) был выпущен в 1980 году (первый полёт совершил 30 сентября). 10 октября того же года был передан авиакомпании Cargolux, в которой получил бортовой номер LX-ECV и имя City of Esch sur Alzette. 2 июня 1985 года был куплен авиакомпанией China Airlines Cargo и его б/н сменился на B-198. Оснащён четырьмя турбовентиляторными двигателями Pratt & Whitney JT9D-7R4G2. На день катастрофы совершил 9094 цикла «взлёт-посадка» и налетал 45 868 часов. Последнее техническое обслуживание проходил 21 декабря 1991 года, после которого налетал 74 часа.
3 мая 1986 года во время выполнения планового рейса CI334 по маршруту Сингапур—Бангкок—Гонконг—Тайбэй был угнан командиром экипажа в Гуанчжоу.

## Катастрофа
Рейс CI358 вылетел из Тайбэя в 15:00 по местному времени. Через 4 минуты после взлёта (в 15:04) КВС сообщил о проблемах с двигателем № 2, диспетчерская служба УВД Тайбэя дала разрешение на поворот налево для совершения аварийной посадки в аэропорту вылета. Примерно через 1 минуту после этого пилоты сообщили, что самолёт не может совершить поворот налево, и тогда УВД Тайбэя одобрило поворот направо; это был последнее радиосообщение с рейсом 358. Экипаж полностью потерял управление самолётом и в 15:05 по местному времени рейс CI358 правым крылом врезался в холм около Ванли под Тайбэем. Все 5 членов экипажа на его борту погибли.

## Расследование
Расследование причин катастрофы показало, что через 4 минуты после вылета из Тайбэя двигатель № 3 и его внешняя подвеска отделились от крыла и ударили по двигателю № 4, оторвав его. Более подробное расследование показало, что фитинги среднего лонжерона внешней подвески, крепящие её к нижней части переднего лонжерона крыла, вышли из строя.
Информация, полученная в результате расследования причин этой авиакатастрофы и почти идентичной катастрофы рейса El Al-1862 10 месяцами позже, привела к тому, что компания «Boeing» заменила внешние подвески для всех эксплуатируемых Boeing 747.

## Культурные аспекты
Катастрофа рейса 358 China Airlines Cargo кратко упоминается в 15 сезоне канадского документального телесериала Расследования авиакатастроф в серии Снежный ком, посвящённой катастрофе рейса El Al-1862.